# Statsbanernes Kamp mod Storebælts Ismasser
|  | Denne artikel er oprettet af botten Steenthbot ud fra en ekstern database. Den kan derfor have sproglige fejl eller mangler. Denne skabelon kan fjernes efter kontrol af indholdet. |

Statsbanernes Kamp mod Storebælts Ismasser er en dansk dokumentarfilm fra 1942.

## Handling
Isvinter i Danmark. En storebæltsfærge forsøger at bane sig vej gennem de massive ismasser. Særligt isskruningerne ved Knudshoved volder problemer. Isbryderen "Storebjørn" kommer til assistance. Motorfærgen "Nyborg" får ligeledes hjælp, og efter 27 timers kamp lykkes det at komme til havnen i Korsør. Årstal anslået.